# SMS
 Không được nhầm thành Seiner Majestät Schiff cũng được viết tắt là SMS, ký hiệu của tàu chiến Đức trong thời kỳ đế chế
Dịch vụ tin nhắn ngắn (SMS - Short Message Services) là một giao thức viễn thông cho phép gửi các thông điệp dạng vẫn bản ngắn qua mạng không dây (không quá 160 ký tự, bao gồm chữ cái, số và một số ký tự khác). Số lượng ký tự trong mỗi tin nhắn được áp dụng theo ngôn ngữ của từng quốc gia khác nhau, đối với tin nhắn tiếng Việt có dấu thì tối đa chỉ được 70 ký tự/SMS, đối với tiếng Việt không dấu hoặc Tiếng Anh thì mới viết được 160 ký tự/SMS. Nếu quá ký tự sẽ phát sinh thêm tin nhắn nối tiếp, dẫn đến sinh thêm phí. Do vậy, các nhà mạng Việt Nam (MobiFone, Vinaphone, Viettel) luôn sử dụng tiếng Việt không dấu khi nhắn tin thông báo dịch vụ với khách hàng qua SMS.
Không giống như nhiều dịch vụ nhắn tin hiện nay, chẳng hạn như MMS và các dịch vụ gọi thoại khác, tin nhắn SMS vẫn hoạt động trên các mạng cơ bản và dựa trên 3 công nghệ mạng lớn đó là GSM, CDMA và TDMA.
SMS có trên hầu hết các điện thoại di động và một số Thiết bị kỹ thuật số hỗ trợ cá nhân trong Android TV

## Lịch sử
Năm 1985, một mình trong căn phòng ở Bonn (Đức), Friedhelm Hillebrand gõ vu vơ vào máy đánh chữ rồi đếm lượng chữ cái, số, dấu, khoảng cách và nhận thấy mỗi câu dù dài 1 hay 2 dòng đều chứa chưa tới 160 ký tự.
Con số kỳ lạ này giúp nhà nghiên cứu khoa học Hillebrand thiết lập chuẩn cho một trong những mô hình liên lạc số phổ biến nhất hiện nay: tin nhắn SMS.

## Phổ biến
SMS là dịch vụ tin nhắn ngắn đang được dùng rất phổ biến.
Người Mỹ gửi SMS còn nhiều hơn gọi điện (trung bình mỗi người gửi 357 tin nhắn/tháng so với 204 cuộc gọi trong quý II/2008).